# Homer W. Wheeler

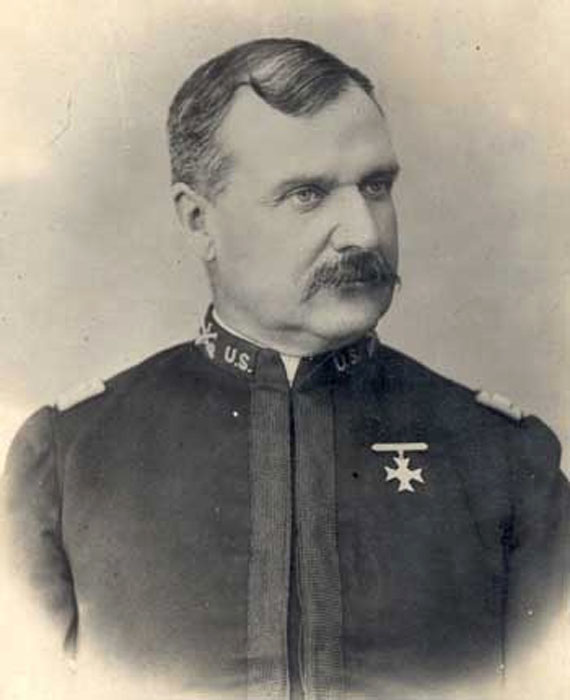
Oberst Homer W. Wheeler

Homer Webster Wheeler (* 13. Mai 1848 in Berkshire, Franklin County, Vermont; † 11. April 1930 in Los Angeles, Los Angeles County, Kalifornien) war ein Oberst der US Army, der zwischen 1910 und 1911 Kommandeur des Militärbezirks Hawaii (US Army District of Hawaii) war.

## Leben
Wheeler, Sohn von Augustus C. Wheeler und dessen Ehefrau Lucretia S. Babcock Wheeler, besuchte eine Handelsschule in New York City, ehe er 1868 nach Kansa verzog. In den folgenden Jahren unternahm er verschiedene Reisen durch die Great Plains mit bekannten Scouts wie Will Comstock, William „Buffalo Bill“ Frederick Cody und James Butler „Wild Bill“ Hickok. Später nahm er als ziviler Freiwilliger von Fort Wallace aus an verschiedenen Erkundungsexpeditionen der US Army teil. 1875 beteiligte er sich während der Indianerkriege an den Gefechten am Sappa Creek und wurde aufgrund seiner Tapferkeit zum Leutnant befördert. In der Folgezeit der Indianerkriege fand er Verwendungen in verschiedenen Einheiten in Colorado, Nebraska und Wyoming.
Während des Spanisch-Amerikanischen Krieges war Wheeler auf Puerto Rico stationiert und später als Angehöriger des 1901 gegründeten 11. Kavallerieregiments (11th Cavalry Regiment) zwischen 1902 und 1904 auf den Philippinen und danach von 1906 bis 1909 auf Kuba. 1910 wurde Wheeler als Oberstleutnant Nachfolger von Oberst Walter S. Schuyler als Kommandeur des Militärbezirks Hawaii (US Army District of Hawaii). Als solcher wurde er im März 1911 selbst zum Oberst befördert und schied im September 1911 aus dem aktiven Militärdienst aus, woraufhin Brigadegeneral Montgomery M. Macomb seine Nachfolge als Kommandeur des US Army District of Hawaii ab. Nach seinem Eintritt in den Ruhestand ließ er sich in Los Angeles nieder und verfasste mit The Frontier Trail (1923) und Buffalo Days (1925) autobiografische Bücher über seine Erfahrungen in den 1870er Jahren.
Wheeler starb im April 1930 und wurde auf dem Evergreen Cemetery in Hillside in New Jersey beigesetzt.

## Veröffentlichungen
- The Frontier Trail, 1923
- Buffalo Days, 1925

## Weblink
- Homer W. Wheeler in der Datenbank Find a Grave

| Personendaten    | Personendaten                                            |
| ---------------- | -------------------------------------------------------- |
| NAME             | Wheeler, Homer W.                                        |
| ALTERNATIVNAMEN  | Wheeler, Homer Webster (vollständiger Name)              |
| KURZBESCHREIBUNG | US-amerikanischer Offizier, Oberst der US Army und Autor |
| GEBURTSDATUM     | 13. Mai 1848                                             |
| GEBURTSORT       | Berkshire, Franklin County, Vermont                      |
| STERBEDATUM      | 11. April 1930                                           |
| STERBEORT        | Los Angeles, Los Angeles County, Kalifornien             |